# Born This Way
Pour les articles homonymes, voir Born This Way (homonymie).
Albums de Lady Gaga
The Fame Monster
(2009) Artpop
(2013)
Singles
1. Born This Way
Sortie : 11 février 2011
2. Judas
Sortie : 15 avril 2011
3. The Edge of Glory
Sortie : 9 mai 2011
4. Yoü and I
Sortie : 23 août 2011
5. Marry The Night
Sortie : 15 novembre 2011
6. Bloody Mary
Sortie : 2 décembre 2022

Born This Way est le troisième album studio de la chanteuse américaine Lady Gaga, sorti le 23 mai 2011 et produit par Interscope Records.
Précédant la sortie de l'album, le premier single, Born This Way paraît le 11 février 2011, suivi par Judas, The Edge of Glory, Yoü and I et Marry the Night. Hair est également sorti sur iTunes en tant que single promotionnel .
Le titre de l'album a été révélé lorsque Lady Gaga a accepté le prix du Vidéoclip de l'année lors de la cérémonie des MTV Video Music Awards 2010 alors que la date de sortie a été confirmée sur sa page officielle Twitter le 1er janvier 2011 à minuit. Born This Way est un album d'electropop et de dance-pop, qui se base sur la musique de ses disques précédents, mais qui est plus éclectique. Il y a des éléments de rock, d'opéra, de heavy metal, de techno, et de disco. L'album reçoit en majorité de bonnes critiques de la part des critiques musicaux qui apprécient la variété des genres musicaux et la voix de Lady Gaga. Le single du même nom est notamment utilisé lors d'un numéro dans la série américaine Glee et a donné son nom à cet épisode.
L'album s'est écoulé à plus de 8 millions d'exemplaires dans le monde.

## Développement

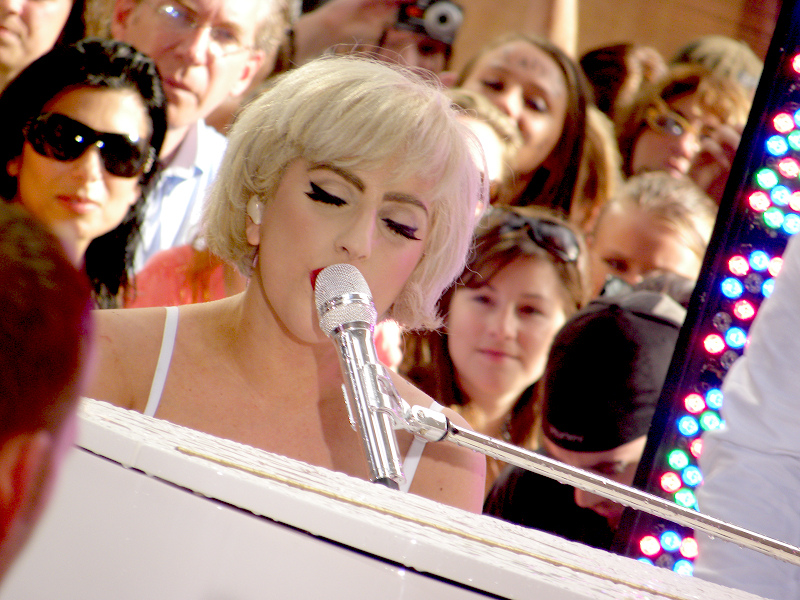
Gaga interprétant Yoü and I au Today Show.

Fin mars 2010, Lady Gaga annonce qu'elle a commencé à travailler sur son nouvel album, sans en dire le nom, ajoutant qu'elle en a « déjà écrit le noyau ». Trois mois plus tard, elle commente qu'elle « a le sentiment très profond » d'avoir terminé l'écriture de l'album. Lors d'une entrevue, elle dit que « C'est venu si rapidement. J'ai travaillé sur cet ouvrage pendant des mois, et je sens désormais qu'il est terminé. Certains artistes prennent des années à créer un album. Ce n'est pas mon cas. J'écris de la musique tous les jours ». Vers la fin de l'année 2010, Troy Carter, l'imprésario de Lady Gaga, et RedOne, un producteur auquel elle fait souvent appel, ont donné leur opinion personnelle sur l'album. Carter explique d'abord que lui et Lady Gaga ont commencé à jouer l'album dans les locaux de son label. Il a affirmé que les gens d'Interscope Records sont « très excités au sujet du nouvel album de Lady Gaga. Nous commençons à le jouer pour certaines personnes. Lady Gaga accomplit un travail incroyable, vraiment incroyable. En fait, cet album n'a pas été conçu d'une manière commerciale, dans le simple but de gagner de l'argent, il est tout simplement inspiré par la créativité artistique de Lady Gaga car à vrai dire, au point où nous sommes arrivés, la commercialisation de Lady Gaga est déjà suffisamment avancée, voire unique ». RedOne ajoute de son côté que « Cet album qu'elle a créé est trop précieux pour en parler. […] Je pense que vous allez l'adorer. Cet album est vraiment trop particulier pour révéler son contenu dans de telles situations ».

Lady Gaga et ses danseurs interprétant Born This Way pour la première fois lors du The Monster Ball Tour, en février 2011, à Atlantic City.

Cependant, certains titres ayant été prévus pour l'album ne sont jamais parus, tels que Living On The Radio, uniquement jouée en acoustique lors du Monster Ball du 30 août 2010, ou Posh, parlant d'une des personnes ayant participé à sa tournée The Monster Ball Tour, cité dans un article du magazine Tribu Move. Tout en acceptant le prix du vidéoclip de l'année (pour Bad Romance) lors des MTV Video Music Awards 2010, la chanteuse a annoncé le titre de l'album en larmes tout en déclarant qu'elle avait promis qu'elle le révélerait si elle remportait ce prix. Cette annonce a été suivie par l'interprétation du refrain de la chanson en direct : « I'm beautiful in my way, 'cause God makes no mistakes; I'm on the right track, baby, I was born this way ». Donné comme cadeau de Noël à ses fans, Lady Gaga a annoncé via Twitter la date de sortie de l'album et son premier single à minuit le jour le 1er janvier 2011. Pour compléter cette annonce a été faite une photographie en noir et blanc dans laquelle Lady Gaga est nue de la taille jusqu'aux pieds, avec ses cheveux au vent et arborant une veste avec les mots Born This Way blasonnés dessus, qui donnent un effet de bijoux éblouis. Le 11 mai 2011, il est annoncé que l'album sera disponible à l'écoute en streaming à partir du 18 mai, soit cinq jours avant la sortie de l'album, en exclusivité sur le site du journal britannique Metro. Le 28 août, elle a interprété Yoü and I pour l'ouverture des MTV Video Music Awards 2011.
Le 28 mai 2021, à quelques jours du dixième anniversaire de la sortie de l'album, Lady Gaga annonce la sortie d'une réédition spéciale de l'album afin de fêter ce dernier. Cette réédition "anniversaire" est composée de l'album dans son édition originale, ainsi que 6 chansons réinterprétés par d'autres artistes, essentiellement issus de la communauté LGBT. Cette seconde partie porte le nom de "Born This Way Reimagined". Cette réédition de l'album, appelée "Born This Way: The Tenth Anniversary" (stylisé en majuscules) sort le 20 septembre 2021.

## Singles

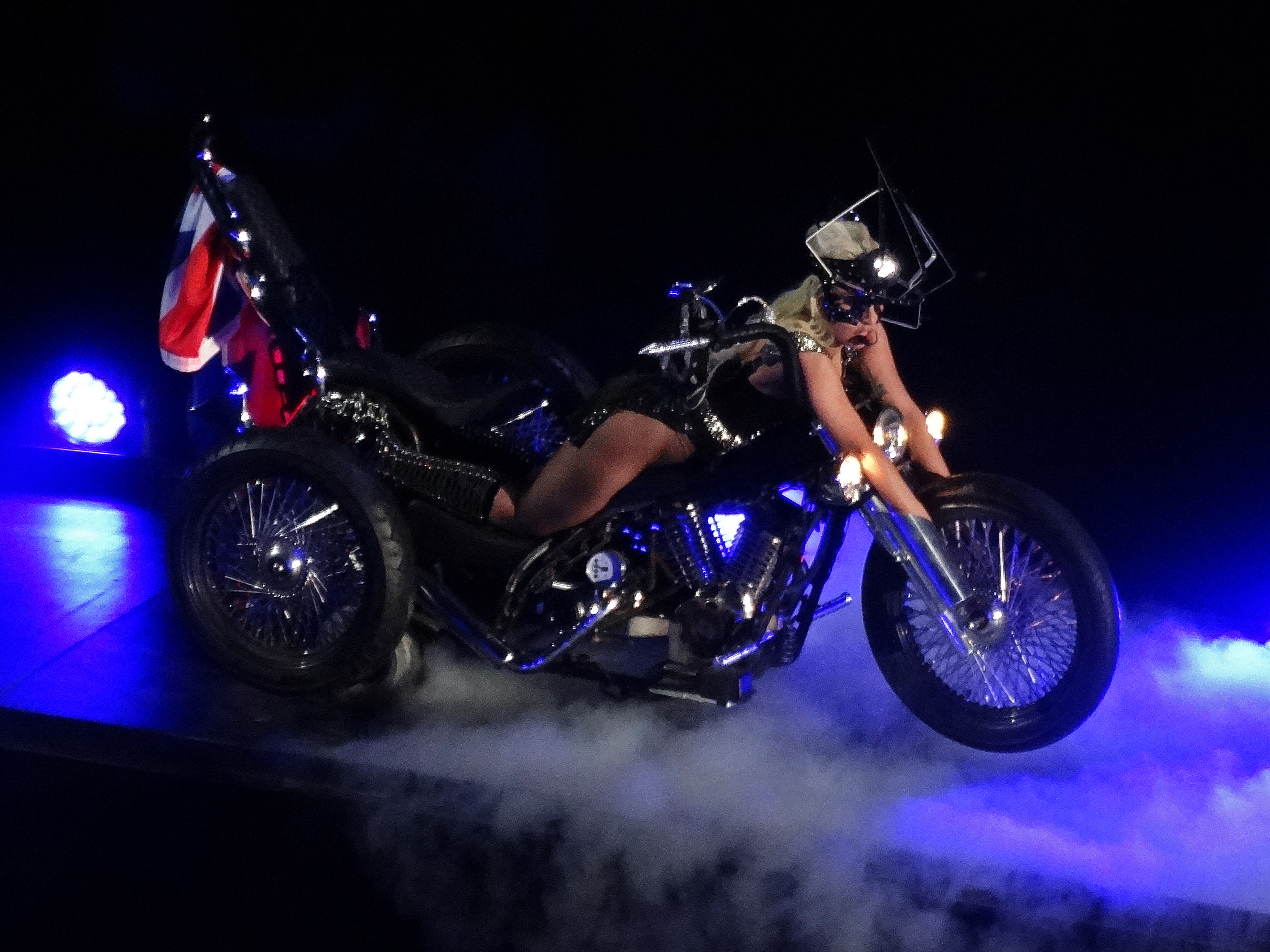
Lady Gaga et sa moto ne font qu'un lorsqu'elle interprète Heavy Metal Lover lors de son Born This Way Ball, comme sur la pochette de son album Born This Way.

Born This Way, initialement prévu pour sortir le 13 février 2011, est finalement publié en tant que premier single de l'album le 11 février 2011. La chanson a été écrite et produite par Lady Gaga, Fernando Garibay et DJ White Shadow. Lady Gaga l'interprète à la 53e cérémonie des Grammy Awards, le 13 février à Los Angeles. Le clip, décrit par Lady Gaga comme « profond, tellement inspirant [et] si incroyablement beau », a été tourné le week-end du 22 au 24 janvier 2011. Ce titre s'est placé pendant plusieurs semaines en tête des ventes dans de nombreux pays, tels que les États-Unis, la France et l'Australie.
Judas a été confirmé par Lady Gaga elle-même comme le deuxième single, sur le plateau de l'émission radio de Ryan Seacrest, American Top 40, le 14 février 2011. Lady Gaga a annoncé la date de sortie de Judas pour le 19 avril à travers un blog vidéo intitulé Transmission Gagavision le 6 avril 2011. À la suite de fuites de la chanson sur Internet, la sortie du single a été avancée au 15 avril 2011. Lady Gaga a révélé dans une entrevue avec Google[réf. nécessaire] qu'elle fera ses débuts de réalisatrice aux côtés de sa directrice artistique et chorégraphe Laurieann Gibson pour le clip de Judas. Le clip a été tourné entre le 2 et le 4 avril, et a été présenté en exclusivité sur la chaîne américaine E! le 5 mai 2011.
The Edge of Glory est sorti le 9 mai 2011, à l'origine comme un single promotionnel pour le projet de promotion « Countdown to Born This Way » (compte à rebours) sur iTunes, qui consiste à dévoiler une nouvelle chanson inédite de l'album jusqu'à sa sortie. Cependant, en raison du succès de la chanson dans les classements mondiaux, The Edge of Glory est devenu le troisième single officiel le 11 mai 2011. Le clip a été dévoilé le jeudi 16 juin 2011 dans l'émission So You Think You Can Dance diffusée sur le réseau FOX. Hair est sorti le 16 mai 2011 en single promotionnel.
Yoü and I a été annoncé par Lady Gaga comme nouveau single lors d'une interview sur la radio KAMP-FM. Sa sortie prévue initialement pour le 18 août 2011 a eu lieu le 16 août 2011. Le clip a été tourné au Nebraska. On la voit transformée en sirène (Yüyi), en femme-robot (Gaga Bionic) et en homme (Jo Calderone).
Marry the Night est le cinquième single de l'album. Le clip est sorti le 1er décembre 2011. L'artiste précise elle-même sa volonté de le faire autobiographique. Elle y raconte son passé difficile à travers, notamment, un hôpital psychiatrique et ce qu'elle a dû surmonter pour arriver à sa renommée actuelle. Lady Gaga annonce en août 2012 lors d'un chat avec ses fans sur son réseau social LittleMonsters.com qu'elle avait choisi un autre ordre de singles tel que : Born This Way, Marry the Night, Scheiße, Yoü and I, mais sa maison de disque n'était pas d'accord[réf. nécessaire].
Le 2 décembre 2022 Bloody Mary devient le sixième single, onze ans après la sortie de l'album.

## Utilisation commerciale des chansons
Outre les sorties single pour promouvoir l'album, certaines chansons de Born This Way ont été utilisées commercialement. Ainsi, Scheiße et Government Hooker utilisés pour le défilé Mugler 2011 en France. La chanson Americano a quant à elle été utilisée pour la bande-annonce et le film Le Chat Potté de DreamWorks.
Pour la promotion de son parfum Fame, Lady Gaga a utilisé la chanson Scheiße pour le spot publicitaire.

## Réception critique
Thierry Dague du journal Le Parisien donne un avis plutôt mitigé. Tout en commentant les chansons de l'album, il écrit : « Le disque ressemble à un incroyable pudding sonore, tantôt percutant, tantôt indigeste ». Il ajoute que toutefois, si l'album devrait plaire aux fans, « Marry the Night, Hair ou Bad Kids ont un air de déjà-entendu ».
La majorité des critiques considèrent l'album comme pop chargé de son années 1990 et de synthétiseur, mais ils trouvent que Bad Kids et The Queen sonnent comme chanson de la période The Fame.

## Listes des pistes
Toutes les chansons sont écrites et coproduites par Lady Gaga. Crédits extraits du livret de l'album Born This Way, Interscope Records.
| No  | Titre                          | Auteur                                                          | Producteur(s)                                                | Durée |
| --- | ------------------------------ | --------------------------------------------------------------- | ------------------------------------------------------------ | ----- |
| 1.  | Marry the Night                | Stefani Germanotta, Fernando Garibay                            | Lady Gaga, Fernando Garibay                                  | 4:25  |
| 2.  | Born This Way                  | Stefani Germanotta, Jeppe Laursen, Fernando Garibay, Paul Blair | Lady Gaga, Jeppe Laursen, Fernando Garibay, DJ White Shadow  | 4:21  |
| 3.  | Government Hooker              | Stefani Germanotta, Fernando Garibay, Paul Blair                | Lady Gaga, DJ White Shadow, Fernando Garibay, DJ Snake       | 4:14  |
| 4.  | Judas                          | Stefani Germanotta, Nadir Khayat                                | Lady Gaga, RedOne                                            | 4:09  |
| 5.  | Americano                      | Stefani Germanotta, Fernando Garibay, Paul Blair, Cheche Alara  | Lady Gaga, Fernando Garibay, DJ White Shadow                 | 4:06  |
| 6.  | Hair                           | Stefani Germanotta, Nadir Khayat                                | Lady Gaga, RedOne                                            | 5:10  |
| 7.  | Scheiße                        | Stefani Germanotta, Nadir Khayat                                | Lady Gaga, RedOne                                            | 3:45  |
| 8.  | Bloody Mary                    | Stefani Germanotta, Fernando Garibay, Paul Blair                | Lady Gaga, DJ White Shadow, Fernando Garibay, Clinton Sparks | 4:04  |
| 9.  | Bad Kids                       | Stefani Germanotta, Jeppe Laursen, Fernando Garibay, Paul Blair | Lady Gaga, Jeppe Laursen, Fernando Garibay, DJ White Shadow  | 3:50  |
| 10. | Highway Unicorn (Road to Love) | Stefani Germanotta, Nadir Khayat, Fernando Garibay, Paul Blair  | Lady Gaga, RedOne, Fernando Garibay, DJ White Shadow         | 4:15  |
| 11. | Heavy Metal Lover              | Stefani Germanotta, Fernando Garibay                            | Lady Gaga, Fernando Garibay                                  | 4:12  |
| 12. | Electric Chapel                | Stefani Germanotta, Paul Blair                                  | Lady Gaga, DJ White Shadow                                   | 4:12  |
| 13. | Yoü and I                      | Stefani Germanotta                                              | Lady Gaga, Robert John "Mutt" Lange                          | 5:08  |
| 14. | The Edge of Glory              | Stefani Germanotta, Fernando Garibay, Paul Blair                | Lady Gaga, Fernando Garibay                                  | 5:28  |

| 9.  | Black Jesus † Amen Fashion     | Stefani Germanotta, Paul Blair                                  | Lady Gaga, DJ White Shadow                                  | 3:36 |
| 10. | Bad Kids                       | Stefani Germanotta, Jeppe Laursen, Fernando Garibay, Paul Blair | Lady Gaga, Jeppe Laursen, Fernando Garibay, DJ White Shadow | 3:50 |
| 11. | Fashion of His Love            | Stefani Germanotta, Fernando Garibay                            | Lady Gaga, Fernando Garibay                                 | 3:39 |
| 12. | Highway Unicorn (Road to Love) | Stefani Germanotta, Nadir Khayat, Fernando Garibay, Paul Blair  | Lady Gaga, RedOne, Fernando Garibay, DJ White Shadow        | 4:15 |
| 13. | Heavy Metal Lover              | Stefani Germanotta, Fernando Garibay                            | Lady Gaga, Fernando Garibay                                 | 4:12 |
| 14. | Electric Chapel                | Stefani Germanotta, Paul Blair                                  | Lady Gaga, DJ White Shadow                                  | 4:12 |
| 15. | The Queen                      | Stefani Germanotta, Fernando Garibay                            | Lady Gaga, Fernando Garibay                                 | 5:17 |
| 16. | Yoü and I                      | Stefani Germanotta                                              | Lady Gaga, Robert John « Mutt » Lange                       | 5:08 |
| 17. | The Edge of Glory              | Stefani Germanotta, Fernando Garibay, Paul Blair                | Lady Gaga, Fernando Garibay                                 | 5:28 |

| 1. | Born This Way (The Country Road Version)     | Stefani Germanotta, Jeppe Laursen, Fernando Garibay, Paul Blair | Lady Gaga, Fernando Garibay | 4:21 |
| 2. | Judas (DJ White Shadow Remix)                | Lady Gaga, RedOne                                               | DJ White Shadow             | 4:08 |
| 3. | Marry the Night (Zedd Remix)                 | Stefani Germanotta, Fernando Garibay                            | Zedd                        | 4:21 |
| 4. | Scheiße (DJ White Shadow Mugler)             | Stefani Germanotta, Nadir Khayat                                | DJ White Shadow             | 9:35 |
| 5. | Fashion of His Love (Fernando Garibay Remix) | Stefani Germanotta, Fernando Garibay                            | Fernando Garibay            | 3:45 |

## Classements et certifications
| Classement (2011)                        | Meilleure position |
| ---------------------------------------- | ------------------ |
| Allemagne (Media Control AG)             | 1                  |
| Australie (ARIA)                         | 1                  |
| Autriche (Ö3 Austria Top 40)             | 1                  |
| Belgique (Flandre Ultratop)              | 1                  |
| Belgique (Wallonie Ultratop)             | 1                  |
| Canada (Canadian Albums)                 | 1                  |
| Danemark (Tracklisten)                   | 1                  |
| Espagne (Promusicae)                     | 2                  |
| États-Unis (Billboard 200)               | 1                  |
| États-Unis (Top Dance/Electronic Albums) | 1                  |
| Finlande (Suomen virallinen lista)       | 2                  |
| France (SNEP)                            | 1                  |
| Grèce (IFPI)                             | 1                  |
| Irlande (IRMA)                           | 1                  |
| Italie (FIMI)                            | 1                  |
| Norvège (VG-lista)                       | 1                  |
| Nouvelle-Zélande (RIANZ)                 | 1                  |
| Pays-Bas (Mega Album Top 100)            | 5                  |
| Pologne (ZPAV)                           | 1                  |
| Portugal (AFP)                           | 1                  |
| Tchéquie (IFPI)                          | 1                  |
| Royaume-Uni (UK Albums Chart)            | 1                  |
| Slovénie (IFPI)                          | 1                  |
| Suède (Sverigetopplistan)                | 1                  |
| Suisse (Schweizer Hitparade)             | 1                  |

| Classement (2011)          | Position |
| -------------------------- | -------- |
| Australie                  | 6        |
| Autriche                   | 5        |
| Belgique (Flandre)         | 23       |
| Belgique (Wallonie)        | 3        |
| Canada                     | 3        |
| Danemark                   | 1        |
| Pays-Bas                   | 10       |
| Finlande,                  | 23       |
| France                     | 18       |
| Allemagne                  | 17       |
| Hongrie                    | 30       |
| Irlande                    | 17       |
| Italie                     | 21       |
| Japon                      | 4        |
| Mexique                    | 13       |
| Nouvelle-Zélande           | 3        |
| Pologne                    | 13       |
| Espagne                    | 23       |
| Suède                      | 14       |
| Suisse                     | 10       |
| Royaume-Uni                | 7        |
| États-Unis (Billboard 200) | 3        |
| États-Unis (Dance)         | 1        |

### Certifications et ventes
| Pays             | Certification | Ventes certifiées |
| ---------------- | ------------- | ----------------- |
| Allemagne        | 2 × Platine   | 200 000           |
| Australie        | 4 × Platine   | 180 000           |
| Autriche         | Platine       | 20 000            |
| Belgique         | 2 × Platine   | 59 000            |
| Brésil           | 4 × Platine   | 120 000           |
| Canada           | 4 × Platine   | 320 000           |
| Danemark         | 5 × Or        | 20 000            |
| Espagne          | 2 × Platine   | 100 000           |
| États-Unis       | 4 × Platine   | 4 000 000         |
| Finlande         | 2 × Or        | 20 000            |
| France           | 3 × Platine   | 300 000           |
| Hongrie          | 3 × Or        | 9 000             |
| Italie           | 4 × Platine   | 120 000           |
| Irlande          | 4 × Platine   | 80 000            |
| Japon            | 4 × Platine   | 700 000           |
| Mexique          | Platine       | 60 000            |
| Nouvelle-Zélande | 2 × Platine   | 35 000            |
| Pologne          | Platine       | 30 000            |
| Portugal         | 4 × Platine   | 20 000            |
| Royaume-Uni      | 3 × Platine   | 989 000           |
| Russie           | 5 × Platine   | 50 000            |
| Suisse           | Platine       | 30 000            |
| Taïwan           | 3 × Diamant   | 100 000           |

## Historique de sortie
| Région      | Date              | Formats                        | Label                            | Éditions                             |
| ----------- | ----------------- | ------------------------------ | -------------------------------- | ------------------------------------ |
| Monde       | 23 mai 2011       | CD, téléchargement digital     | Streamline, Interscope, Kon Live | Standard, deluxe                     |
| Inde        | 23 mai 2011       | CD, téléchargement digital     | Streamline, Interscope, Kon Live | Standard (Digipak)                   |
| Colombie    | 30 mai 2011       | CD                             | Universal, Interscope            | Standard (Box set)                   |
| États-Unis, | 7 juin 2011       | CD, LP, téléchargement digital | Streamline, Interscope, Kon Live | Fan Package                          |
| Allemagne   | 27 septembre 2011 | Clé USB                        | Interscope                       | Standard                             |
| États-Unis  | 3 octobre 2011    | Clé USB                        | Interscope                       | Deluxe                               |
| États-Unis  | 2 octobre 2011    | LP, téléchargement digital     | Interscope                       | Limited Collector's                  |
| Allemagne   | 18 novembre 2011  | CD+DVD                         | Interscope                       | Deluxe (Box set)                     |
| Royaume-Uni | 21 novembre 2011  | CD+DVD                         | Polydor                          | Deluxe (Box set)                     |
| Allemagne   | 21 novembre 2011  | CD+DVD                         | Interscope                       | Deluxe (Box set)                     |
| États-Unis  | 21 novembre 2011  | CD+DVD                         | Interscope                       | Standard (Box set)                   |
| Japon       | 21 novembre 2011  | CD+DVD                         | Interscope                       | Standard (Box set)                   |
| États-Unis  | 27 décembre 2011  | CD+DVD                         | PID                              | Deluxe (Box set)                     |
| Japon       | 29 décembre 2011  | CD+DVD                         | Polydor                          | Deluxe (Box set)                     |
| Monde       | 20 septembre 2021 | CD, téléchargement digital     | Interscope                       | Born This Way: The Tenth Anniversary |
| Monde       | 10 décembre 2021  | LP                             | Interscope                       | Born This Way: The Tenth Anniversary |